# Megachile sinensis
Megachile sinensis là một loài Hymenoptera trong họ Megachilidae. Loài này được Wu mô tả khoa học năm 1985.